# 1887年臺灣
|        | 臺灣歷史 \| 台灣歷史年表 |
| 世纪： | 18世纪臺灣 \| 19世纪臺灣 \| 20世纪臺灣 |
| 年代： | 1850年代臺灣 \| 1860年代臺灣 \| 1870年代臺灣 \| 1880年代臺灣 \| 1890年代臺灣 \| 1900年代臺灣 \| 1910年代臺灣                                           |
| 年份： | 1882年臺灣 \| 1883年臺灣 \| 1884年臺灣 \| 1885年臺灣 \| 1886年臺灣 \| 1887年臺灣 \| 1888年臺灣 \| 1889年臺灣 \| 1890年臺灣 \| 1891年臺灣 \| 1892年臺灣 |
| 纪年： | 丁亥年（猪年）、清朝光绪13年 |

1887年臺灣設省的相關事宜大致處理完成。

## 政府

### 斯卡羅酋邦

瑯嶠君主：朱雷（Cudjuy Garuljigulj）

### 清帝國

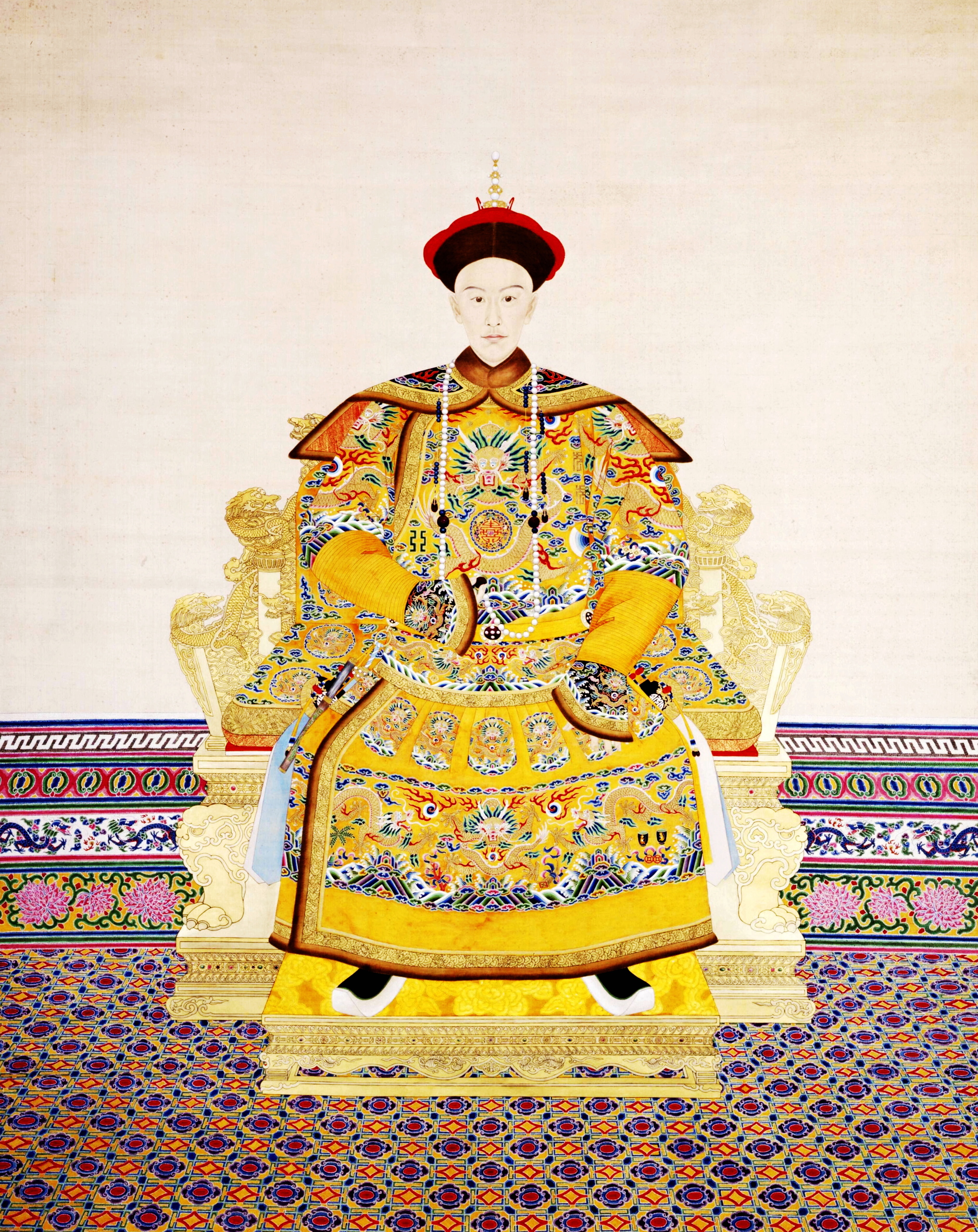
清朝皇帝：光绪帝
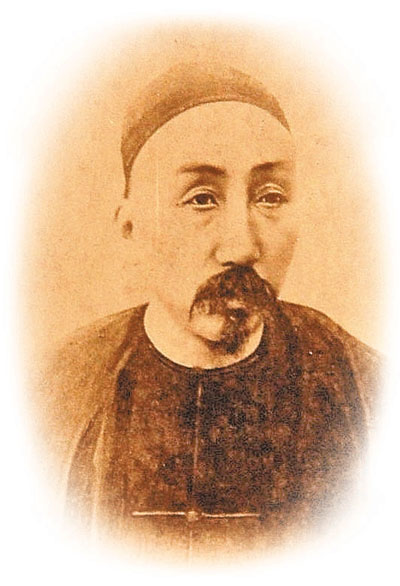
福建臺灣巡撫：劉銘傳
福建臺灣布政使：邵友濂

#### 成員變動

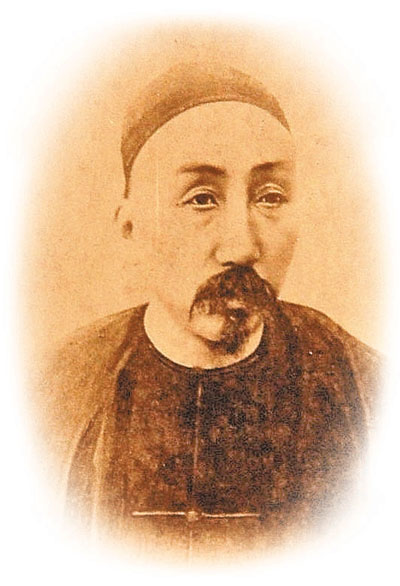
臺灣巡撫：劉銘傳（臺灣巡撫改為福建臺灣巡撫）
臺灣府知府：吳本（臺灣府知府改為福建臺灣布政使）

## 大事記
- 3月10日（二月十六）：吏部因為建立福建臺灣省，而請求添設布政司一缺。清廷從之。[1]:106
- 3月11日（二月十七）：閩浙總督楊昌濬上奏，表示臺灣官缺等行省設定，由臺灣另議章程追賠[1]:106。
- 3月18日（二月廿四）：任命河南按察使邵友濂為福建臺灣布政使[1]:106。
- 9月18日（八月初二）：劉銘傳奏請頒發福建臺灣巡撫關防及布政使等印信[1]:106。
- 10月3日（八月十七），劉銘傳與楊昌濬會奏〈臺灣郡縣添改撤裁〉摺，重新規劃臺灣的行政區劃[註 1][1]:106。其中關於省城之事，則改為參照之前的福建巡撫岑毓英之提議，改在彰化縣橋孜圖一地建立省城[1]:107。

- 10月24日（九月初八）：清廷准許〈臺灣郡縣添改撤裁〉摺的提案，福建臺灣省底下的行政區劃確定為三府一直隸州，三府之下共有十一縣三廳[1]:108。

## 出生
- 1月29日——張山鐘，醫師、政治人物。日治時期出任高雄州協會議員，戰後任首屆民選屏東縣縣長。（1965年逝世）